# Електронна лампа
Електронната лампа (също радиолампа) е активен електронен компонент, използван в електрическите вериги на радиотехниката и електрониката, с който се усилват, превключват или по друг начин управляват електрическите сигнали. За тази цел в работен обем от вакуум или газ с налягане, много по-ниско от атмосферното, обикновено затворен в метален или стъклен балон, се емитира и управлява поток от електрони.

## История
През 1894 година американският изобретател Томас Едисън установява, че между нагрятата жичка на електрическа крушка и поставена в нейния балон положително заредена плочка (анод) протича ток. Макар че не виждал конкретно приложение на откритието, Едисон го патентовал. Тогава електроните все още не били известни. През 1899 година немските физици Гайтел и Елснер конструират първата вакуумна фотоклетка, работеща на същия принцип. При нея катодът не е бил нагреваема жичка, а слой от натрий и калий, свързан към минуса на външен токоизточник. Ток между катода и свързания с плюса на външния източник анод протичал при осветяването на катода.
През 1904 г., експериментирайки с едисонови крушки, внесени от САЩ, английският физик Джон Амброуз Флеминг изобретява диодната лампа, чието първо предназначение е детектиране на радиосигналите (отделяне на полезния сигнал от модулираната носеща радиовълна).
През 1906 година Ли де Форест прави опит да въздейства върху потока електрони. Идеята му е да постави между катода и анода тънка метална спирала – „решетка“. При подаване на напрежение с определена честота на тази решетка, потокът електрони, течащ от катода към анода, се изменя синхронно на подаваното напрежение. Ли де Форест нарекъл изобретението си „аудион“, като използвал латинската дума „audire“, което означавали „слушам“, и патентовал схемата с аудион под името „аудионов приемник“. Няколко месеца преди това австриецът Роберт фон Либен патентовал подобно изобретение под името „Усилвателна радиолампа“, понеже токът, протичащ през лампата, е много по-голям от тока, необходим за регулирането му. Имало е дългогодишен патентен спор за авторство между двамата.

## Устройство и начин на работа
Всеки материал се състои от атоми, а те от своя страна се състоят от електрони и ядро. Електроните в нормално енергийно състояние са в постоянно хаотично движение. С увеличаване на температурата на материята движението на електроните се ускорява. По този начин те получават по-висока енергия, достатъчна, за да се отделят от атомите в пространството между тях. Когато работната среда е вакуум, това става с много малък разход на енергия.
При това положение би могло да се предположи, че от нагрятия до работна температура катод на една лампа във всички посоки се излъчват потоци електрони. Това обаче не е съвсем така. Електроните са отрицателно заредени частици, следователно веднага щом напуснат катода, неговият електрически потенциал става положителен (поради това, че вече има недостиг от електрони). Така полученото положителното напрежение привлича обратно отрицателно заредените електрони, като те създават около катода „електронен облак“.
Ако в лампата се постави метална пластинка и на нея се подаде достатъчно високо положително напрежение, пластинката ще привлича електроните, които катодът емитира. Това е най-простата електронна лампа, наречена диод, тъй като тя съдържа два електрода: катод (с директно или индиректно подгряване) и метална пластинка или цилиндърче, разположено около катода, наречено анод. Електронният поток, протичащ от катода към анода, се нарича аноден ток. Той е толкова по-голям, колкото е по-високо положителното напрежение на анода.
Способността на нагрятия катод да излъчва електрони се нарича емисия. При продължителна работа на лампата емисията ѝ намалява. Поради тази причина с течение на времето работата на електронните лампи се влошава и практически тя има ограничен срок на експлоатация.
Ако между катода и анода на лампата се постави мрежа или спиралка от тънък проводник, през който електроните могат да преминават свободно, анодният ток практически няма да се измени. Ако на този електрод, наречен „решетка“, се подаде напрежение, ще се получи следният резултат: ако подаденото напрежение е положително спрямо катода, но отрицателно спрямо анода, решетката ще помага на анода да привлича електроните и анодният ток ще се увеличи; ако подаденото напрежение е отрицателно и спрямо катода, решетката ще пречи на движението на електроните и анодният ток ще намалее. При това сравнително малки изменения на напрежението на решетката предизвикат значително изменение на анодния ток.
Ако това управляващо напрежение се променя (например ако е модулиран сигнал), анодният ток ще се изменя в такт с измененията на подадения на решетката сигнал. При това измененията на анодния ток ще бъдат значително по-големи от измененията на управляващото напрежение. Това е принципът на усилването на електронната лампа.
Лампа с три електрода се нарича триод. Чрез поставяне на допълнителни спомагателни решетки в лампата се получават многоелектродни лампи, от които най-често използвани са т. нар. тетрод  (четири електрода – анод, катод и две решетки) и пентод, притежаващ три решетки. Има и лампи с повече решетки: хексод – с четири решетки, хептод – с пет решетки (използва се за преобразуване на честотата в суперхетеродинните радиоприемници), октод и нонод. Има и комбинирани лампи, например триод и пентод заедно в един корпус, или два триода в един корпус, или триод заедно с диод и прочее. Със създаването на триодната лампа започва и бурното развитие на радиотехниката за излъчване и пренос на сигнали чрез електромагнитни вълни на далечно разстояние и тяхното приемане и манипулиране до възпроизвеждане на звук.

## Ламповата техника днес
През 50-те години започва и през 60-те години бурно се развихря „революцията“ в електрониката. Много бързо електронните лампи са заменени от полупроводникови компоненти – транзистори и интегрални схеми, които в първите години не ги превъзхождат по качествени параметри, но значително намаляват габаритите и разхода на енергия на радиоапаратурата, и позволяват производството на много широка гама електронни изделия от изчислителната техника, радиотехниката и телевизията, комуникационната техника, радиоавтоматиката и др. при значително повишена надеждност. Транзисторната техника се налага на пазара благодарение на ниските си цени, възможността за масово производство и бързия технологичен напредък. Първоначално ниските технически параметри на транзисторите (шум, изкривявания и др.) са многократно подобрени с течение на времето (в т. ч. и чрез изобретяването на нови типове като полевите и MOS транзисторите), но въпреки всичко качествата на електронните лампи при някои специфични приложения – например като усилвателен елемент в аудиотехниката, остават ненадминати. Дори през 80-те години, след появата на компактдисковете, започва възраждане на електронната лампа като елемент на звукоусилвателната техника. Устройства с лампи се предпочитат и от музиканти, свирещи на електрически китари и др.
Изкривяванията на сигнала, произвеждани в ламповите усилватели, представляват четни хармоници, докато транзисторите добавят нечетни хармоници. Опростено казано, четен хармоник излъчва звук, който има същия тон като основния, но една октава по-висок, докато нечетен хармоник излъчва друг тон от гамата, който макар и много слабо, влошава звученето. Затова изкривяванията, внасяни от електронните лампи, се понасят по-търпимо от човешкия слух, като много разпространено мнение е, че правят звука по-приятен за слушане. Хармониците се появяват, разбира се, главно при силен аудиосигнал, когато синусоидите започват да се „подкастрят“ отгоре и отдолу.
Естествено, причините за ренесанса на електронните лампи в областта на аудиотехниката са разисквани в много аспекти. Едни автори наблягат на хармониците, други на дълбоките отрицателни обратни връзки (ООВ) – налични при транзисторните усилватели и почти отсъстващи при ламповите, трети изследват разликите във влиянието на индуктивния товар, какъвто е високоговорителят, при високоволтовите лампови схеми и при нисковолтовите транзисторни схеми. Съществуват и твърдения, че ренесансът на лампите е чисто и просто израз на носталгия при старите аудиоманиаци или увлечение по модната тенденция при по-младите.
Понастоящем пазарът на електронни лампи за аудиотехника се захранва главно от фабриките в Русия и Китай, които никога не са преустановявали своята дейност, за разлика от тези в САЩ и други страни.
Въпреки високото развитие на полупроводниковите елементи, те имат ограничени възможности по отношение на максималната работна честота и мощности. При специални технологични процеси като индукционно или диелектрично нагряване и др. където са необходими мощности от порядъка на 100 kW и честоти до няколко мегахерца единственото решение е електронната лампа.

## Лампите във военната промишленост
Електронните лампи дълги години продължават масово да се използват във военните апаратури. Причината е способността им да не се влияят от радиация, т.е. те са много по-надеждни в условията на ядрена война, докато полупроводниковите устройства, освен ако не са специално екранирани моментално престават да функционират при ядрен взрив. Затова конструкцията на лампите за военни цели по отношение на надеждност, компактност и икономичност е развита почти до съвършенство. Разработват се и много нови схемни решения, базирани на лампи. Електронните лампи са много по-малко чувствителни и към температурните промени и пренапрежения, отколкото полупроводниковите елементи, но това може да се компенсира с подходяща схемотехника. Със сигурност обаче съвременната военна електроника е достигнала до технологично ниво, позволяващо използването и на предимствата на транзисторите и интегралните схеми, както и на нови прибори и устройства.

## Класификация
Класификацията на електронните лампи може да се направи по няколко признака:
- по стандартизирано захранване на отоплението на катода;
- по брой на електродите

диод
триод
тетрод
пентод
хексод
хептод и др.
- по възможните комбинации на вградени електронни лампи в един корпус:

двоен триод
триод-пентод и др.
- по характерни особености свързани с конструкцията:

миниатюрни електронни лампи
генераторни лампи с външно охлаждане (използвани в предавателите) и др.
- по работна честота.

## Системи за обозначаване
Крупните производители на електронни лампи са създали системи за обозначаване, които дават първоначална информация по отношение на отоплението на катода, броя на електродите, отразяващи основните функции на лампите и вида присъединителен цокъл. Поради това има европейска, американска, британска, съветска и други обозначителни системи. В периода на масовото използване на електронни лампи фирмите производителки създаваха подробни каталози. В тях се дават не само основните електрически параметри, габарити и присъединителен цокъл, но и волтамперни характеристики, както и препоръчителни електрически схеми за свързване и създаване на оптимални работни режими.

### Европейска система за обозначаване
Производителите на електронни лампи първоначално въвеждат собствено обозначение. Това е причината лампи със сходни или много близки електрически параметри и конструкция да имат различно обозначение. На българския пазар се предлагаха лампи от европейски, съветски, американски, британски, японски производители, вграждани в електронна апаратура българско и вносно производство.
В приетата европейската система за обозначение всяка позиция на буква или цифра определя характеристика, конструкция и цокъл с присъединителни размери.
Първата буква в обозначението е свързана с отоплението на катода на електронната лампа и характеризира стандартизирано захранващо напрежение или определя електрическия ток, като характерен постоянен параметър на тази серия от електронни лампи. Този показател показва и една съществена особеност – последователността от свързването на отоплителната верига на електронните лампи – дали тя е паралелна или последователна в конструкцията на електронния апарат.
- А – напрежение на отоплението 4 V
- В – консумиран ток от отоплението 180 mA
- С – консумиран ток от отоплението 200 mA
- D – напрежение на отоплението до 1,4 V
- E – напрежение на отоплението 6,3 V
- F – напрежение на отоплението 12,6 V
- G – напрежение на отоплението 5 V
- H – консумиран ток от отоплението 150 mA
- К – напрежение на отоплението 2 V
- P – консумиран ток от отоплението 300 mA
- U – консумиран ток от отоплението 100 mA
- V – консумиран ток от отоплението 50 mA
- X – консумиран ток от отоплението 600 mA

Втората и третата буква (ако има такава) обозначава типа с броя на електродите и предназначението на електронната лампа.
- A – диод
- B – двоен диод на общ катод
- C – триод, усилвател на напрежение
- D – триод, усилвател по напрежение и мощност на изходни ел. схеми
- E – тетрод, усилвател на напрежение
- F – пентод, усилвател на напрежение
- L – тетрод или пентод, усилвател по напрежение и мощност на изходни ел. схеми
- H – хексод или хептод
- K – октод или хептод
- M – оптичен индикатор (магическо око за настройка на приемната станция)
- P – електронна лампа със специален контрол на емитирания електронен поток
- Y – лампа за еднопътно изправяне на захранващи напрежения (диод, кенотрон)
- Z – лампа за двупътно изправяне на захранващи напрежения (диод, кенотрон)

### Цокъл
Цокълът на електронната лампа и този, който се монтира на монтажното шаси, трябва да осъществяват надежден електрически контакт и да осигурят стабилност на конструкцията и целостта на лампата, независимо от вибрации при условията на експлоатацията.
В обозначаването на електронните лампи с двуцифрени или трицифрени числа се обозначава конструкцията на електронната лампа, определя се серията и използваният присъединителен цокъл. За това европейските производители са приели стандартизирани обозначения.
С първата една или две цифри обикновено се обозначава типа на цокъла, както следва:
- 1 до 9 – външен контакт с щифт, такива с 5 до 8 пина, или Европа цокъл с изводи проводник, защипани в редови стъклен гребен вътре в балона;
- 10 до 19 – стоманен корпус с 8 щифта (пина), или такива с изводи проводник, защипани под формата на редови гребен вътре в балона;
- 20 до 29 – октален или локтален балон с осем контактни щифта;
- 30 до 39 – лампа със стъклен балон и октален цокъл;
- 40 до 49 – Римлок цокъл (8 щифта)
- 50 до 60 – лампа със стъклен балон и магновал цокъл или пресована в метален корпус стъклена основа като цокъл локтал;
- 61 до 79 – стъклени миниатюрни електронни лампи с различна база, например, за микротръби или директна връзка или спойка
- 80 до 89 – стъклени миниатюрни електронни лампи с цокъл новал и девет контактни щифта;
- 90 до 99 – стъклени миниатюрни електронни лампи пико цокъл и със седем контактни щифта.
- 150 до 159 – стоманен (метален) корпус и цокъл
- 171 до 175 – RFT-Gnomröhrenreihe
- 180 до 189 – новал цокъл
- 190 до 199 – пико цокъл – 7 пина
- 200 до 209 – декал цокъл
- 280 до 289 – новал цокъл
- 500 до 599 – магновал цокъл
- 800 до 899 – новал цокъл
- 900 до 999 – пико цокъл – 7 пина

| Цокли | Конструктивни особености | поглед на цокъла отдолу  | примерен тип електронна лампа |
| --- | --- | ------------------------ | ----------------------------- |
| Европа цокъл -4 щифта (пина) на бакелитов цокъл | Разположение на щифтовете в ъглите на квадрат, размер на щифтовете – ø4 mm, разстояние между противоположни изводи на около 16 mm | 4-Pin-Europasockel       |                               |
| Цокъл с гнездо за външен контакт (5-пинови контакти на ръба на ламповия цокъл, който влиза дълбоко в монтажния цокъл – гнездо с външна контактна основа) | Пин контактите са разположени в две зони, пин №1 е разположен на 3 часа според циферблата на часовник, и броенето е обратно на часовниковата стрелка, контактните пинове са разположени в сектори от кръга под ъгъл 3 × 60° и 2 х 90°, ø на контактния цокъл около 20 mm.             | 5-Pin-Außenkontaktsockel |                               |
| Цокъл с гнездо за външен контакт (8-пина) | Пин контактите са разположени в две зони, пин №1 е разположен на 2 часа и 30 минути според циферблата на часовник, и броенето е обратно на часовниковата стрелка, контактните пинове са разположени в сектори от кръга под ъгъл 3 × 30° и 5 × 54°, ø на контактния цокъл около 26 mm. | 8-Pin-Außenkontaktsockel |                               |
| Стоманен (метален) (Y8A) (8 щифта) | Пин №1 е разположен на 5 часа според циферблата на часовник, и номерирането следва посоката на часовниковата стрелка, двуполюсни групи, всеки под ъгъл 26°50' от окръжността ø28 mm                                                                                                   | Stahlröhrensockel        |                               |
| Октален цокъл (K8A) (8 щифта) | Пин №1 е първият до водещия ключ и номерирането е по посока на часовниковата стрелка, щифтовете са разположени по окръжността под ъгъл от 45°, ø17,45 mm | Oktalsockel              |                               |
| Локтал цокъл (W8A) (8 щифта) | Пин №1 е разположен на 1 часа от часовниковия циферблат спрямо водещия ключ, следващите са номерирани по посоката на часовниковата стрелка щифтовете са разположени по окръжността под ъгъл от 45°, ø17,5 mm                                                                          | Loktalsockel             |                               |
| Римлок цокъл (B8A) (8 щифта) | Пин №1 е разположен на 1 часа от часовниковия циферблат, следващите са номерирани по посоката на часовниковата стрелка, разположени по окръжността под ъгъл от 45 °, ø11,5 mm | \|                       |                               |
| Пико цокъл (B7G) (7 щифта) | Пин №1 е разположен на 7 часа и 30 минути според циферблата на часовник, следващите са номерирани по посоката на часовниковата стрелка, разположени са в сектори от кръга с ъгъл от 45 °, пин 8 е свободен и е водещ ключ, ø9,53 mm                                                   | Miniatursockel           |                               |
| Новал цокъл (B9A) (9 щифта) | Пин №1 е разположен на 7 часа според циферблата на часовник, номериране на останалите контактни щифтове е по посоката на часовниковата стрелка, разположени са в сектори от кръга с ъгъл от 36°, пин 10 свободен и е водещ ключ, ø11,9 mm                                             | Novalsockel              |                               |
| Магновал цокъл (9 щифта) | Пин №1 на 7 часовник, според циферблата на часовник, номериране на часовниковата стрелка, разположени са в сектори от кръга с ъгъл от 36°, пин 10 е свободен и е водещ ключ, ø19 mm                                                                                                   | Magnovalsockel           |                               |

## Други изделия на този принцип
Принципът на емитиране на електронен поток от катод и управлението му по интензивност и посока се използва в кинескопите, магнетроните, рентгеновите тръби и други разновидности на популярната електронна лампа. В кинескопите се използват електроди с напрежения както за управляване на интензивността на електронния поток, така и за фокусиране или пространствено управление на потока върху екрана. За целта се прилагат допълнително електростатично управление, електромагнитно управление или такова от постоянни магнити.